# Anna Lizaran
Anna Lizaran i Merlos (Esparraguera, de la provincia de Barcelona, 31 de agosto de 1944 - Barcelona, 11 de enero del 2013) fue una actriz española de teatro, cine y televisión.

## Biografía
Hija de una modista y de un mecánico y hermana de la también actriz Lola Lizaran, demostró ya su afición por el teatro cuando era pequeña. 
Estudió arte dramático en el Centre d'Estudis Experimentals de Barcelona y fue una de los primeros miembros de Comediants. En 1974 se estableció en París para estudiar con el mimo Jacques Lecoq y al volver, en 1976, comenzó a trabajar en el Teatre Lliure, del cual era fundadora junto a un grupo de directores, actores y técnicos. Fue el teatro en el cual Lizaran se inició como actriz profesional, en Camí de nit, y también donde trabajó más a lo largo de su carrera. Trabajó ahí hasta finales de los años 1970.
Trabajó con algunos de los mejores directores actuales de Cataluña: Fabià Puigserver, Lluís Pasqual, Sergi Belbel, Oriol Broggi... Y participó en más de treinta obras. Desde los clásicos como Hamlet de Shakespeare hasta obras actuales como Forasters. 
Para la televisión autonómica catalana TV3, hizo el cortometraje La avenida del desastre, que se emitía después del espacio (curso de catalán) Digui, digui....
A mediados de los años 90 participado en varias películas como Tacones lejanos, de Pedro Almodóvar, o Actrices, de Ventura Pons. También dirigió Arsénico y encaje antiguo para televisión en 1996.
En teatro, es reconocida como "La Gran Dama Del Teatre Català". Puede mencionarse su interpretación en la versión catalana de Agosto (Condado de Osage) (2010), de q.
En 2012, tuvo que abandonar los ensayos de La Bête cuando le diagnosticaron cáncer. Murió el 23 de enero de 2013 en el Hospital Clínic de Barcelona a los 68 años.
En 2014, Lluís Pasqual y Irene Bordoy presentaron Anna Lizaran, un libro en homenaje a la actriz.
En 2018 el Ayuntamiento de Barcelona le puso su nombre a una plaza. La plaza Anna Lizaran está situada en la confluencia de las calles Ribes, Sicília y Ali Bei, en el barrio del Fort-Pienc; fue elegida por votación vecinal entre mujeres que no fueran ni “santas” ni “nobles”.

## Filmografía
| Año  | Película                    | Personaje         | Director          | Género        | Duración |
| ---- | --------------------------- | ----------------- | ----------------- | ------------- | -------- |
| 2010 | Héroes                      | Ávia Men          | Pau Freixas       | Drama         | 1h 44m   |
| 2008 | Forasteros                  | Emma              | Ventura Pons      | Drama         | 1h 45m   |
| 2000 | Morir (o no)                |                   | Ventura Pons      | Drama         | 1h 32m   |
| 1998 | La primera noche de mi vida | Madre de Joselito | Miguel Albaladejo | Comedia       | 1h 24m   |
| 1997 | Actrices                    | María Caminal     | Ventura Pons      | Drama         | 1h 28m   |
| 1996 | La Celestina                | Alisa             | Gerardo Vera      | Drama/Romance | 1h 49m   |
| 1995 | El porqué de las cosas      | Dona Submisa      | Ventura Pons      | Comedia       | 1h 32m   |
| 1994 | Souvenir                    | Elvira            | Rosa Vergés       | Comedia       | 1h 30m   |
| 1991 | Tacones lejanos             | Margarita         | Pedro Almodóvar   | Drama/Romance | 1h 52m   |
| 1990 | La telaraña                 |                   | Antoni Verdaguer  | Drama         | 2h 20m   |
| 1982 | La plaza del diamante       |                   | Francesc Betriú   | Drama         | 1h 56m   |
| 1980 | El vicario de Olot          | Sor Melíflua      | Ventura Pons      | Comedia       | 1h 41m   |
| 1979 | Cuernos a la catalana       | Lola              | Francesc Bellmunt | Comedia       | 1h 40m   |

## Teatro
- 1976: Camí de nit, 1854.
- 1977: Tito Andrónico, Leonci i Lena, La cacatua verda, Ascensión y caída de la ciudad de Mahagonny.
- 1978: La vida del rei Eduard II d'Anglaterra, La nit de les tríbades, Hedda Gabler.
- 1979: La bella Helena, Las tres hermanas.
- 1980: Jordi Dandin, El balcón.
- 1981: Operació Ubú.
- 1982: El misántropo, Primera història d'Esther.
- 1983: Como gustéis, Advertència per a embarcacions petites.
- 1984: Una jornada particular.
- 1985: Un dels últims vespres de carnaval, La señorita Julia.
- 1986: La senyora de Sade.
- 1987: Lorenzaccio, Lorenzaccio, El 30 d'abril.
- 1988: El alma buena de Szechwan.
- 1990: Maria Stuart, Un capvespre al jardí.
- 1991: El cántaro roto.
- 1992: Dansa d'agost, A Electra le sienta bien el luto, El parc.
- 1993: Roberto Zucco.
- 1994: Un dels últims vespres de carnaval, Les noces de Fígaro, Quartet.
- 1995: Arsénico y encaje antiguo.
- 1996: Lear o el somni d'una actriu, El temps i l'habitació.
- 1998: Quartet, Morir, Galatea.
- 1999: Esperando a Godot, La nit de les tríbades.
- 2000: El jardín de los cerezos.
- 2001: L'adéu de Lucrècia Borja.
- 2002: Escenes d'una execució, Testimoni Verdaguer.
- 2003: Homenatge a Josep Montanyès, El retorn al desert.
- 2004: Forasters, Dissabte, diumenge i dilluns.
- 2005: Un matrimoni de Boston, Homenatge a Carlota Soldevila.
- 2006: Rosencrantz i Guildenstern són morts, Hamlet, La tempesta.
- 2008: El círculo de tiza caucasiano.
- 2009: El baile.
- 2010: Agosto
- 2011: Dues dones que ballen.

## Premios
Premios Gaudí
| Año  | Categoría                               | Película   | Resultado |
| ---- | --------------------------------------- | ---------- | --------- |
| 2008 | Mejor interpretación femenina principal | Forasteros | Ganadora  |

Premios Fotogramas de Plata
| Año  | Categoría              | Montaje                                  | Resultado |
| ---- | ---------------------- | ---------------------------------------- | --------- |
| 1999 | Mejor actriz de teatro | La nit de les tríbades Esperando a Godot | Finalista |

Premios Butaca
| Año  | Categoría                       | Película/Montaje            | Resultado |
| ---- | ------------------------------- | --------------------------- | --------- |
| 2011 | Mejor actriz catalana de teatro | Agost (agosto)              | Ganadora  |
| 2010 | Mejor actriz catalana de teatro | El ball                     | Ganadora  |
| 2006 | Mejor actriz catalana de teatro | El matrimoni de Boston      | Ganadora  |
| 2005 | Mejor actriz catalana de teatro | Forasters                   | Ganadora  |
| 2002 | Mejor actriz catalana de teatro | Escenes d'una execució      | Ganadora  |
| 2000 | Mejor actriz catalana de cine   | Morir (o no)                | Candidata |
| 1998 | Mejor actriz catalana de cine   | La primera noche de mi vida | Ganadora  |
| 1997 | Mejor actriz catalana de cine   | Actrices (ex aequo)         | Ganadora  |

Premios Max
| Año  | Categoría                 | Montaje           | Resultado |
| ---- | ------------------------- | ----------------- | --------- |
| 2011 | Mejor actriz protagonista | Agost (agosto)    | Candidata |
| 2001 | Mejor actriz protagonista | Esperando a Godot | Ganadora  |

Festival de Cine de España de Toulouse
| Año  | Categoría                       | Película   | Resultado |
| ---- | ------------------------------- | ---------- | --------- |
| 2009 | Violette d'Or a la mejor actriz | Forasteros | Ganadora  |

Otros reconocimientos
- En 2018 el Ayuntamiento de Barcelona le puso su nombre a una plaza en el barrio del Fort-Pienc.

- Medalla al treball President Macià (2008).
- Premio Nacional de Teatro de la Generalidad de Cataluña (2003).
- Premio Creu de Sant Jordi (2000).
- Premio de la Asociación de Actores y Directores de Cataluña (1995) por El porqué de las cosas.
- Premio Nacional de Teatro del Ministerio de Cultura de España (1984).
- Premio Memorial Margarida Xirgu (1981/1982) por La nit de les tríbades.